# Paul Reusch

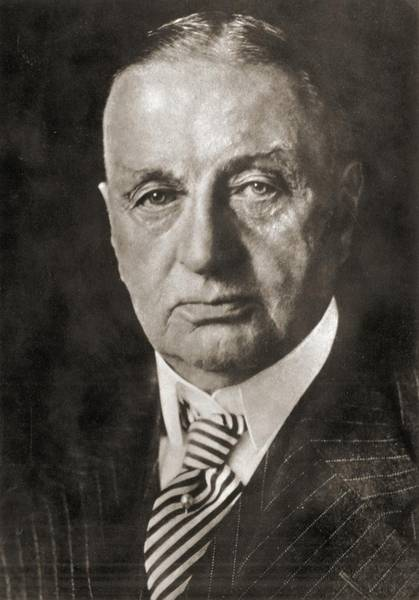
Paul Reusch (ohne Jahr)

Paul Hermann Reusch (* 9. Februar 1868 in Königsbronn; † 21. Dezember 1956 auf Schloss Katharinenhof bei Backnang) war ein deutscher Industriemanager und langjähriger Vorstandsvorsitzender der Gutehoffnungshütte. Unter seiner Leitung wandelte sich das Oberhausener Montanunternehmen endgültig zu einem gemischtwirtschaftlichen Konzern mit starker Maschinenbausparte. Als einer der einflussreichsten Wirtschaftsfunktionäre der Weimarer Republik versuchte Reusch, die Industrie auf einen antirepublikanischen Kurs festzulegen. Seine Haltung zur NSDAP war dagegen widersprüchlich.

## Leben
Reusch war Sohn des württembergischen Oberbergrats Karl Hermann Reusch (1824–1894) und dessen Ehefrau Marie Reusch, geborene Riecke, Tochter des Hofkammerdirektors Christian Riecke. 1895 heirateten Paul Reusch und Gertrude Zimmer, Tochter eines Amtsgerichtsrats aus Breslau. Aus der Ehe gingen die Söhne Hermann und Paul junior hervor. Beide waren ebenfalls als Industrielle tätig.
Reusch studierte nach Schulbesuch in Aalen und Stuttgart an der Technischen Hochschule Stuttgart. Er studierte Hüttenwesen und schloss als Ingenieur ab. Während seines Studiums wurde er Mitglied der Landsmannschaft Saxonia. Im Sommersemester 1920 wurde er Ehrenmitglied des Akademischen Vereins Hütte Stuttgart. Als Ingenieur war er zwischen 1889 und 1890 bei den Jenbacher Berg- und Hüttenwerken und von 1891 bis 1895 bei der Firma Ganz&Co. in Budapest tätig. Zwischen 1895 und 1901 arbeitete Reusch als Verwalter der Witkowitzer Bergbau- und Eisenhüttengesellschaft. 1901 wurde er Direktor der Friedrich Wilhelms-Hütte in Mülheim an der Ruhr.

## Leitung der Gutehoffnungshütte
Vier Jahre später wurde er in den Vorstand der Oberhausener Gutehoffnungshütte (GHH) berufen. Im Jahr 1909 übernahm Reusch den Vorsitz dieses Unternehmens, das der Familie Haniel gehörte. Dieses Amt hatte er bis 1942 inne. Mit dem Beginn seiner Tätigkeit baute er den Bergbau und Stahlbetrieb zu einem horizontal strukturierten Mischkonzern um.
Im Ersten Weltkrieg war er Mitglied des Industriellen Beirats der Kriegsrohstoffabteilung des Kriegsministeriums und Vorstandsmitglied des Kriegsernährungsamtes.
Im August 1916 schrieb Reusch an Wilhelm Hirsch, dass wenn „wir Weltpolitik treiben wollen, müssen wir England die Faust auf die Nase setzen, und unser Gebiet nach dem Westen erweitern“. Dagegen müsse man mit Russland „auf freundschaftlichen Fuss kommen“. Im Juli 1918 bekräftigte er seine Forderung, das Erzbecken von Briey-Longwy an das Deutsche Reich anzugliedern.
Im Rahmen seines Mischkonzernkonzeptes war Reusch 1918 an der Gründung der Deutschen Werft in Hamburg beteiligt. In dieser und den meisten anderen Beteiligungen sorgte Reusch für einen Mehrheitsanteil der Gutehoffnungshütte. In der Regel wurden die Investitionen aus Eigenmitteln des Unternehmens getragen. Im Jahr 1920 übernahm die GHH die Aktienmehrheit an der Maschinenfabrik Eßlingen, und ein Jahr später erwarb das Unternehmen unter Reusch die MAN AG. Damit wurde der Grundstein zum heutigen MAN-Konzern gelegt. Damit gelang der GHH die Ausdehnung in den für den Absatz des Unternehmens wichtigen süddeutschen Raum.

## Verbandsfunktionär
Reusch war in der Weimarer Republik nicht nur einer der mächtigsten Industriemanager, sondern auch einer der einflussreichsten Verbandsfunktionäre der Wirtschaft. Zwischen 1919 und 1929 war er Präsident der Industrie- und Handelskammer Duisburg. Damit verbunden war Reusch von 1924 bis 1930 auch Leiter der Arbeitgeberorganisation „Nordwestliche Gruppe des Vereins Deutscher Eisen- und Stahlindustrieller.“ Außerdem hatte er von 1924 bis 1929 den Vorsitz im Langnam-Verein inne. Daneben war Reusch von 1923 bis 1933 Mitglied des Präsidiums des Reichsverband der Deutschen Industrie. Zwischen 1926 und 1933 war er stellvertretender Vorsitzender des Deutschen Industrie- und Handelstages. Auf internationaler Ebene war Reusch Mitglied des Verwaltungsrates der Internationalen Handelskammer in Paris, und von 1930 bis 1938 auch im Verwaltungsrat der Bank für internationalen Zahlungsausgleich in Paris vertreten.

## Geheime Wiederaufrüstung
Laut dem Historiker Ernst Willi Hansen verfügte Reusch über „sehr gute Beziehungen zur Heeresleitung“ und hatte ein „sehr ausgeprägtes Verständnis für die materiellen Mobilmachungsvorarbeiten“ der Reichswehr, die gegen den Versailler Vertrag verstießen. Sofort nach dem Abzug der Interalliierten Militär-Kontrollkommission 1927 versuchte er ins Geschäft mit dem „Vollmer-Traktor“ (Großtraktor) zu kommen. Über seinen Beauftragten Direktor Schmerse war er an der Stega beteiligt. Und er setzte sich dafür ein, ausgemusterte Maschinen nicht zu verschrotten oder zu verkaufen, weil dadurch wie er schrieb: „die Möglichkeit, industriell zu mobilisieren, außerordentlich beschränkt“ werde. Dem Waffenamt der Reichswehr gestattete er in Verhandlungen mit anderen Unternehmen auf sein „vorbildliche(s) Vorgehen“ in dieser Frage hinweisen zu dürfen.

## Gegner der Republik
Reusch, der bis zum Sommer 1918 Befürworter annexionistischer Kriegsziele des Deutschen Reiches war, gehörte dem rechten Flügel der DVP an und stand der Republik ablehnend gegenüber. Auf der Jahrestagung des Langnam-Vereins am 3. Juni 1931 forderte er, dass das deutsche Volk „von einer starken Hand geführt“ werden und gemeinsam Opfer bringen müsse, da sonst ein geistiger Zusammenbruch erfolge und damit „die Kultur der weißen Rasse“ dem Untergang geweiht sei. Im November 1927 schrieb er an Alexander Post:

„Sie haben zweifellos Recht, dass eine Ursache der wenig erfreulichen Lage, in der sich Deutschland befindet, darauf zurückzuführen ist, dass wir ein Volk ohne Raum sind.“

Er und andere Führungskräfte der GHH unterhielten enge Kontakte zu Regierungsstellen und Parteien und versuchten diese in ihrem Sinn zu beeinflussen. Im Jahr 1927 gehörte er zu den Initiatoren und führenden Köpfe der Ruhrlade. Dieses war ein informelles Gremium zur Sammlung von Spenden, die unter anderem rechten und konservativen Parteien zugutekamen. Er vermittelte auch Gelder an die Gäa.  Im Jahr 1928 war er einer der Gründer des antirepublikanischen Bundes zur Erneuerung des Reiches. In diesem Zusammenhang versuchte Reusch, die Kontrolle über verschiedene süddeutsche Zeitungen, unter diesen auch die Münchner Neuesten Nachrichten, zu gewinnen, um die öffentliche Meinung zu beeinflussen. Im Jahr 1929 gehörte Reusch zu den Persönlichkeiten aus dem Unternehmerlager, die den Reichsverband der deutschen Industrie aufforderten, die Abwehrfront gegenüber dem fortschreitenden Marxismus „mit allen Mitteln zu fördern und auf die bürgerlichen Parteien einen Druck dahingehend auszuüben, dass sie sich endlich zu einem wirksamen Widerstand gegen den Sozialismus auf allen Gebieten unserer Innenpolitik aufraffen“. Gemeint war hiermit die große Koalition unter Reichskanzler Hermann Müller. Als Mitglied des rechten Flügels der DVP drängte Reusch nach der Umsetzung des Young-Plans auf einen Bruch der Koalition. Seit 1931 war er Mitglied im Stahlhelm. Im Zusammenhang mit der Weltwirtschaftskrise verlangte Reusch im August dieses Jahres zusammen mit anderen führenden Industriellen von Kanzler Heinrich Brüning, das System der Arbeitslosenunterstützung zu beenden. An die Stelle der Versicherung sollte wieder die Fürsorge im Bedürfnisfall treten. Ebenso abgelehnt wurden das Schlichtungswesen und die Tarifverträge. Damit versuchten die Industriellen, das stille Einvernehmen zwischen Brüning und der SPD zu unterminieren. Der Einfluss von Reusch führte dazu, dass sich 1932 die Beziehung zwischen der Regierung Brüning und der Schwerindustrie verschlechterten. Reusch schrieb am 6. September, er sei der Meinung, „dass Herr Brüning, nachdem die Erwartungen, die wir auf ihn gesetzt haben, sich nicht erfüllt haben, und nachdem er nicht den Mut hat, sich von der Sozialdemokratie zu trennen, von der Wirtschaft und vom Reichsverband auf das allerschärfste bekämpft werden muss und dass ihm die Industrie ganz offen ihr Misstrauen aussprechen soll.“

## Haltung zur NSDAP
Anfang der 1920er Jahre lehnte Reusch jede finanzielle Unterstützung der NSDAP entschieden ab. Angesichts des antikapitalistischen 25-Punkte-Programms der Partei, das unter anderem Verstaatlichungen forderte, schrieb er, „daß wir keine Veranlassung haben, unsere eigenen Totengräber zu unterstützen“. Zu Beginn des Jahres 1932 plädierte Reusch dann für ein Bündnis der Konservativen mit der NSDAP. Dabei hegten er und Fritz Springorum die Hoffnung, die gemäßigten Elemente zu Lasten der radikalen Elemente in den Reihen der Nationalsozialisten fördern zu können. Ihr Ziel war die Einbindung der NSDAP in Koalitionsregierungen zunächst auf Länder- und schließlich auch auf Reichsebene. Am 21. Februar 1932 traf Reusch sich mit Adolf Hitler und Heinrich Himmler im Büro der Konzernleitung der Gutehoffnungshütte. Dabei gab er Hitler die Zusicherung, dass sich die vom Konzern beherrschten drei süddeutschen Zeitungen, die eigentlich der DVP nahestanden, im Wahlkampf der NSDAP gegenüber „wohlwollend neutral“ verhalten würden. Dies stand im Gegensatz zur Haltung von Karl Haniel. Reusch scheiterte mit seinem Versuch an der Redaktion und dem Verlag der Münchner Neuesten Nachrichten. Am 19. März 1932 traf er sich nochmals mit Hitler und drängte ihn, den wirtschaftspolitischen Kurs der Partei nicht von deren linkem Flügel (etwa der Nationalsozialistischen Betriebszellenorganisation) bestimmen zu lassen. Keinen Erfolg hatte er aber mit seinem eigentlichen Hauptanliegen, nämlich Hitler zum Verzicht auf seine Kandidatur gegen Hindenburg bei der bevorstehenden Reichspräsidentenwahl 1932 zu bewegen.
Bereits ein halbes Jahr nach dem Beginn der Zusammenarbeit mit der NSDAP wandte er sich wieder von diesem Kurs ab und unterstützte zeitweise den Plan Franz von Papens, einen autoritären Staat zu errichten. Letztlich war er aber auch von dessen Politik enttäuscht. Ob er im November 1932 seine Zustimmung zu der Industrielleneingabe an den Reichspräsidenten mit dem Ziel Hitler zum Reichskanzler zu ernennen, gegeben hatte, war in der Forschung lange umstritten. So behauptete die marxistische Forschung lange, Reusch habe sich ebenso wie die Schwerindustriellen Albert Vögler und Fritz Springorum nachträglich mit der Eingabe solidarisiert. Als Beleg wurde ein Brief des nationalsozialistischen Bankiers Friedrich Reinhart an Staatssekretär Otto Meissner vom 21. November 1932 angeführt. Der amerikanische Historiker Henry A. Turner wies dagegen darauf hin, dass Reusch im Herbst 1932 einen Wahlaufruf „Mit Hindenburg für Volk und Reich!“ unterzeichnet hatte, der sich für die Regierung Papen, für die DNVP und damit klar gegen die NSDAP aussprach. Es wurde in diesem Zusammenhang angenommen, dass insofern die Mitteilung Reinharts als interessengeleitete Fehlinformation zu deuten sei. Karsten Heinz Schönbach sieht dagegen eine kontinuierliche Zustimmung Reuschs für eine Regierungsbeteiligung der NSDAP. Im August 1932 erschien ihm wie er an Georg Dörge schrieb „ein Zusammengehen der Nationalsozialisten mit den bürgerlichen Parteien und dem Zentrum“ als notwendig. Im November wies er den Schwäbischen Merkur an „im Kampfe gegen die Nationalsozialisten“ „kurz zu treten, um allfallsige Einigungsverhandlungen nicht zu stören“. Im Januar 1933 schrieb er, dass er „nach wie vor dem Standpunkt“ stehe „die nationalsozialistische Bewegung an den Staat heranzubringen“.

## NS-Zeit und Nachkriegszeit
Reusch und mit ihm Teile der Ruhrindustrie begrüßten den Sturz des als versöhnerisch kritisierten Reichskanzlers Kurt von Schleicher. Allerdings bedeutete dies keine vorbehaltlose Zustimmung zum neuen Regime. Gegenüber dem Schriftleiter des von Reusch gelenkten Fränkischen Kuriers schrieb er unmittelbar nach dem 30. Januar 1933: „Ich bitte nach wie vor, sich der Regierung gegenüber abwartend und nüchtern zu verhalten. Begeisterung ist vorläufig nicht am Platze.“ Reusch und andere Ruhrindustrielle waren skeptisch, ob der Plan Papens, die Nationalsozialisten in der Regierung „einzurahmen“, gelingen könnte. Andere Großindustrielle, darunter Albert Vögler (Vereinigte Stahlwerke AG), Fritz Springorum (Hoesch-Konzern), Gustav Krupp von Bohlen und Halbach (Krupp AG), Ernst Tengelmann (GBAG) und Ludwig von Winterfeld (Vereinigte Stahlwerke/Siemens) trafen sich am 20. Februar 1933 mit Hitler und sagten Wahlkampfhilfe in Höhe von drei Millionen Reichsmark für die NSDAP und ihren Koalitionspartner, die Kampffront Schwarz-Weiß-Rot, zu. Reusch war ebenfalls eingeladen, fuhr aber stattdessen in den Winterurlaub. Statt an die NSDAP spendete er lieber an Papen, den er für den starken Mann im Kabinett Hitler hielt, Er befürchtete vor den Reichstagswahlen vom 5. März 1933 eine weitere Verschiebung des politischen Gleichgewicht zu Gunsten der NSDAP und zu Lasten der bürgerlichen Parteien. Er meinte, wenn es nicht gelänge diese zu einer großen Partei zu vereinigen, würden das bürgerliche Lager „vorläufig im politischen Leben Deutschlands keine Rolle mehr spielen.“ Einen realisierbaren Plan dafür hatte Reusch aber auch nicht.
Am Beispiel der zum Konzern der GHH gehörenden Zeitung Münchner Neusten Nachrichten zeigt sich jedoch, dass Reusch sich rasch den neuen Gegebenheiten anpasste. Die Zeitung wurde gleichgeschaltet, und Reusch tat kaum etwas, um die Mitarbeiter vor Repressalien zu schützen. Reusch geriet wirtschaftspolitisch immer stärker in einem Gegensatz zum NS-Regime. Bereits zu Beginn der Zeit des Nationalsozialismus übte er Kritik an den Eingriffen in die inneren Angelegenheiten des RDI. Unter dem Druck der Nationalsozialisten musste er 1942 seine Vorstands- und Aufsichtsratsposten in der GHH und über 20 Konzernen aufgeben. Der politisch bedingte Rücktritt wurde nach 1945 stark betont, um so einen günstigen Einfluss auf sein Entnazifizierungsverfahren zu nehmen.
Reusch zog sich auf sein schwäbisches Landgut zurück. Mitte der 1930er Jahre gründete er den „Reusch-Kreis“, ein Diskussionkreis, dem auch Carl Goerdeler nahestand. Im Reusch-Kreis waren je sechs Landwirte und sechs Industrielle: die Agrarier
Graf Borcke, Richard von Flemming-Paatzig, Carl Wentzel, Tilo von Wilmowsky, Zastrow, Zitzewitz-Kottow und die Industriellen Hermann Bücher, Hjalmar Schacht, Carl Friedrich von Siemens, Fritz Thyssen, Albert Vögler und Reusch selbst. Teile des Kreises überschnitten sich mit dem Widerstand. Eine beachtliche Minderheit der Teilnehmer wurde nach dem Attentat auf Hitler am 20. Juli verhaftet, der Agrarindustrielle Carl Wentzel zum Tode verurteilt und hingerichtet.
Nach dem Krieg war er für eine aktive Rolle zu alt. Gleichwohl blieb er in vielen Bereichen Berater seines Sohnes Hermann, der 1947 die Leitung der Gutehoffnungshütte übernahm. Weil ihn sein erzwungener Rücktritt und die Entwicklungen im Nachkriegsdeutschland erbitterten, lehnt er es ab, das Ruhrgebiet noch einmal zu betreten.
Reusch starb am 21. Dezember 1956 in Schloss Katharinenhof, sein Sohn Hermann Reusch starb am 17. Dezember 1971 ebenfalls dort.

## Ehrungen

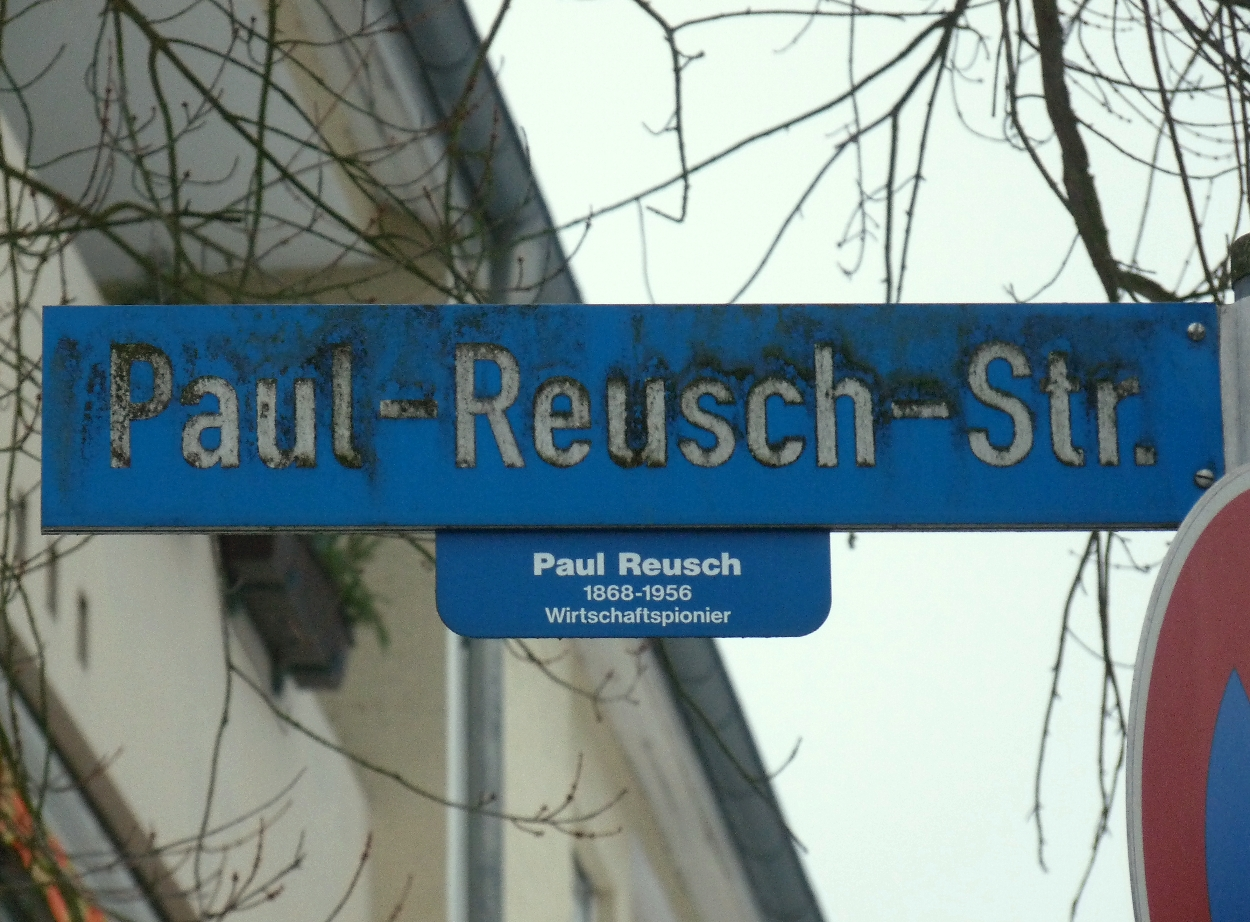
Paul-Reusch-Straße in Aalen

- 1935: Ehrenbürgerwürde von Strümpfelbach[28]
- 1940: Ehrenbürgerwürde Weil der Stadts wegen seiner Verdienste um das Kepler-Museum
- 1950: Grashof-Denkmünze des Vereins Deutscher Ingenieure
- 1952: Großes Verdienstkreuz mit Stern der Bundesrepublik Deutschland
- In Augsburg, Aalen, Oberhausen, Königsbronn und Weil der Stadt wurden Straßen nach Paul Reusch benannt.
- In Königsbronn ist ein evangelischer Kindergarten nach Paul Reusch benannt.
- In Backnang im Ortsteil Strümpfelbach wurde der Kindergarten am 17. Juli 2005 in Paul-Reusch-Kindergarten umbenannt.[29]
- Schacht 3 der Zeche Osterfeld wurde nach ihm benannt.